# Pavona bipartita
Pavona bipartita är en korallart som beskrevs av Nemenzo 1980. Pavona bipartita ingår i släktet Pavona och familjen Agariciidae. IUCN kategoriserar arten globalt som sårbar. Inga underarter finns listade i Catalogue of Life.